# Viktoria Baškite
Viktoria Baškite (Tallinn, 6 augustus 1985) is een Estisch schaakster met een FIDE-rating 2186 in 2016. Zij is sinds 2004 een internationaal meester bij de dames (WIM). 
Ze is de dochter van een Litouwse vader en een Russische moeder. Een van haar eerste trainers was de Estische schaakmeester Iivo Nei. 
In de jaren 2000 tot en met 2003 won Viktoria Baškite viermaal het Estische Schaakkampioenschap voor junioren. Van 1995 tot 2003 nam ze deel aan het  Europees Schaakkampioenschap voor Junioren en het  Wereldkampioenschap schaken voor Junioren in diverse leeftijdsgroepen. Haar  beste resultaat behaalde ze in 2002: 9e bij het Europees kampioenschap voor junioren in de leeftijdscategorie tot 18 jaar. In 2003 en 2004 won ze het Open kampioenschap voor junioren in Zweden. In 2004 werd ze uitgeroepen tot de beste jonge schaker in Estland. 
In het Estische schaakkampioenschap voor vrouwen won ze een gouden (2000), 2 zilveren (2001, 2006) en 3 bronzen medailles (2002, 2003, 2005). In 2001 won Viktoria Baškite het Estische kampioenschap rapidschaak.
Van 24 augustus t/m 4 september 2005 speelde Baškite mee in het toernooi om het Noords kampioenschap dat in Vammala verspeeld werd; met 5.5 punt uit 9 ronden eindigde zij op de derde plaats. 

## Resultaten in schaakteams
Viktoria Baškite speelde diverse malen voor Estland in Schaakolympiades:
- in 2000, aan het eerste reservebord in de 34e Schaakolympiade in Istanboel (+1 =3 −2)
- in 2002, aan bord 3  in de 35e Schaakolympiade  in Bled (+4 =2 −6)
- in 2004, aan het eerste bord in de 36e Schaakolympiade in Calvia (+3 =7 −4)
- in 2006, aan bord 2  in de 37e Schaakolympiade in Turijn (+7 =3 −1)
- in 2008, aan bord 3  in de 38e Schaakolympiade in Dresden (+6 =2 −2)

Viktoria Baškite speelde voor Estland in het  Europees Schaakkampioenschap voor landenteams:
- in 2007, aan bord 4 in Heraklion (+4 =3 −1)

## Persoonlijk leven
In 2003 behaalde Viktoria Baškite het diploma aan het Russische gymnasium in Lasnamäe. In 2005 behaalde ze aan de  Technische Universiteit Tallinn, faculteit mechanica, een bachelor graad, en in 2008 behaalde ze een Master of Science titel.

## Externe koppelingen
- (en)   Informatie over schaakpartijen van Viktoria Baškite op ChessGames.com
- (en)   Informatie over schaakpartijen van Viktoria Baškite op 365chess.com
- (en)  FIDE-ratinggegevens voor Viktoria Baškite